# Pangonius villosus
Pangonius villosus är en tvåvingeart som först beskrevs av Szilady 1923.  Pangonius villosus ingår i släktet Pangonius och familjen bromsar.
Artens utbredningsområde är Tunisien. Inga underarter finns listade i Catalogue of Life.